# Rossetto (singolo)
Rossetto è un singolo del rapper italiano Random, pubblicato l'11 ottobre 2019 come secondo estratto dall'EP Montagne russe.

## Classifiche
| Classifica (2019) | Posizione massima |
| ----------------- | ----------------- |
| Italia            | 33                |